# Tiéfo Amoro
Tiéfo Amoro, de son vrai nom Amoro Ouattara, est un chef de guerre africain du XIXe siècle originaire de la Haute-Volta (actuel Burkina Faso). Mort en 1897, il est le 11e chef du peuple Tiéfo de Noumoudara.

## Historique
Tiéfo Amoro succède à Kologoba Ouattara à la tête du peuple Tiéfo à Noumoudara situé dans la région des hauts bassins à une vingtaine de kilomètres de Bobo Dioulasso. Il réorganise l'armée et le système de défense de son peuple. Opposé à la colonisation il refuse de recevoir l'explorateur français Louis-Gustave Binger en avril 1888 lors de sa visite à Noumoudara. 
Décrit comme un guerrier intrépide, Tiéfo Amoro est connu pour avoir affronté les rois du Kenedougou  Tiéba Traoré et son frère Babemba Traoré lors des batailles de Pama et de Peni. En 1893, le roi Tiéba Traoré en route pour la conquête de Bobo Dioulasso devrait d'abord attaquer le village de Bama. Les habitants de Bama font  alors appel à Tiéfo Amoro pour leur porter secours. Ce dernier réussit à défaire le roi Tiéba qui aurait perdu la vie lors de cette bataille. Selon d'autres sources, le roi serait mort empoisonné par une femme.  Pour venger son frère, Babemba Traoré, successeur du roi Tiéba Traoré, attaque le village de Peni et le détruit. 

## La bataille de Noumoudara
Parmi les batailles livrées par Tiéfo Amoro et son armée, celle de Noumoudara où il affronte Samory Touré est la plus populaire. En 1897, dans l'expansion de son empire, Samory Touré décide d'attaquer Bobo Dioulasso car jugé de connivence avec les Français. Mais la ville est épargnée grâce à la diplomatie de la princesse Guimbi Ouattara qui devient une alliée de Samory Touré,. Avec la complicité supposée de la princesse Gimbi Ouattara, Samory Touré attaque Noumoudara la même année. La bataille dure 7 jours. Le fils ainé de Samory Touré est tué. Tiéfo Amoro serait trahi par une de ses épouses qui rend inutilisable la poudre à canon en y versant de l'eau. À court de munitions, l'armée des Tiéfos s'affaiblit. Le chef Tiéfo Amoro décide de se donner la mort afin d'éviter d'être capturé par Samory. Selon les sources, il fait creuser sa tombe et ordonne à un de ses fidèles soldats de le fusiller,. 

## Mausolée  Tiéfo Amoro
Le mausolée Tiéfo Amoro est créé en 2006 sous la tutelle du ministère chargé de la Culture, des Arts et du Tourisme en hommage à cet homme historique du pays des hommes intègres.  Il est situé à Noumoudara à une vingtaine de kilomètres de Bobo-Dioulasso sur l'axe Bobo-Banfora. 
A l’intérieur du mausolée se trouve la tombe souterraine de Tiéfo Amoro. Tout le long du mur on peut lire 52 noms des villages qui constituaient le canton de Noumoudara.
On y trouve également des objets de la culture Tiéfo  tels que des lances, un carquois, et des  fusils  de guerre.  On peut y voir aussi un tambour en peau humaine et un couteau tranchant datant du XIXè siècle situé sur le trône du mausolée.
Ce lieu est aujourd'hui un véritable symbole pour le peuple Tiéfo, qui est d'ailleurs une ethnie de plus en plus minoritaire dont la langue tend à disparaître et avec elle tout le patrimoine qui l'entoure,.

## Place Tiéfo Amoro

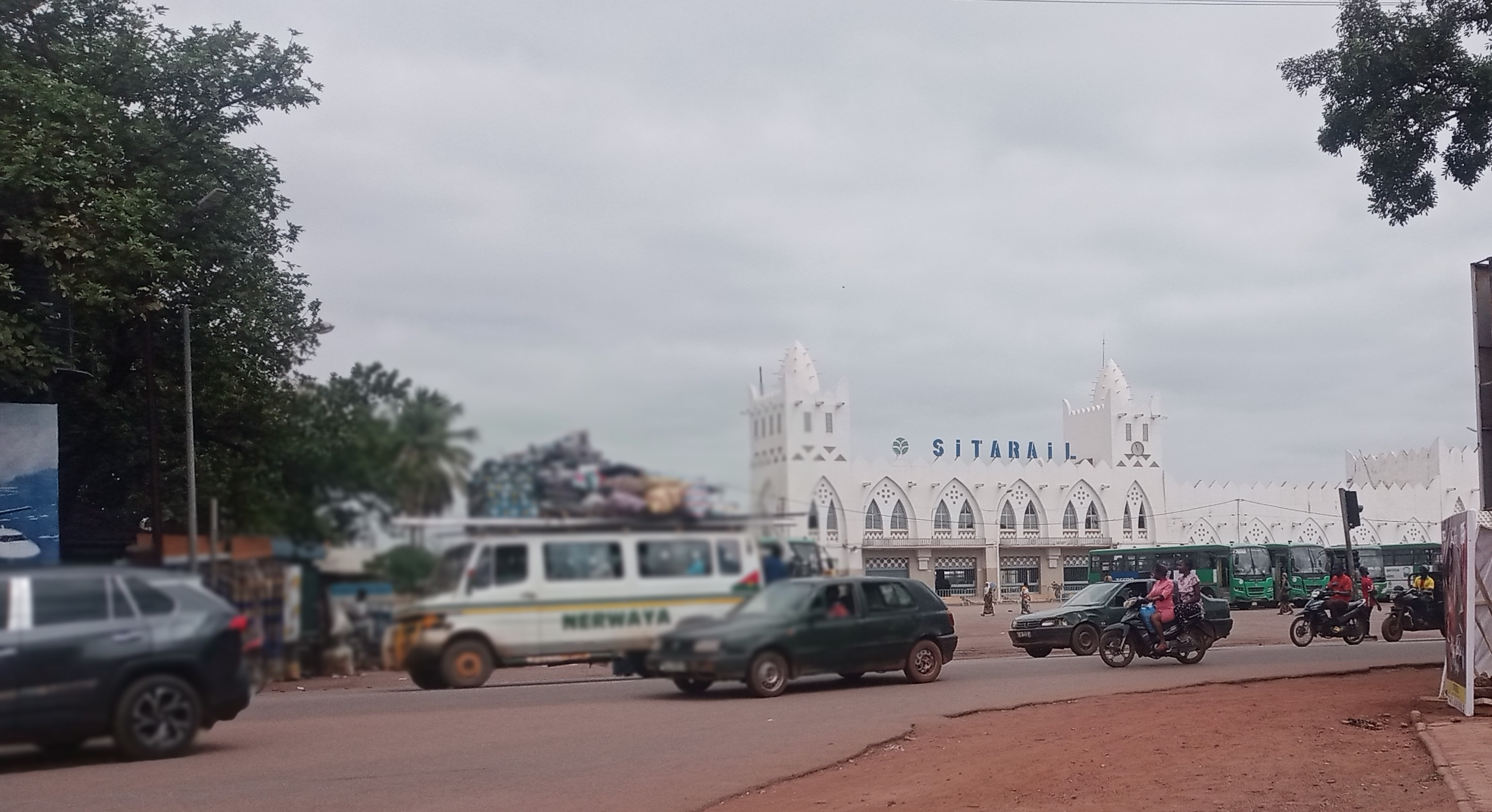
Place Tiéfo Amoro dans la ville de Sya Bobo-Dioulasso

La place Tiéfo Amoro est un espace public situé en plein centre-ville de Bobo-Dioulasso. Plusieurs manifestations politiques, sociales et syndicales sont organisées à cet endroit. Il fait face à la gare de train Sitarail.